# 프로비던스 건담
프로비던스 건담(영어: Providence Gundam, 일본어: プロヴィデンスガンダム)은 TV 애니메이션 《기동전사 건담 SEED》 시리즈에 등장하는 모빌 슈트(MS)로 분류되는 가공의 유인 조종식 인간형 로봇 병기이며, 프로그램 종반에 등장하는 최종 보스에 해당하는 기체이다. 스페이스 콜로니 국가 "플랜트"의 군사 조직인 "자프트"가 개발한 시제기로, 형제기인 프리덤 건담, 저스티스 건담처럼 핵엔진을 탑재하고 있는 고성능 모빌 슈트로 설정되어 있다. 원반 모양의 대형 백팩을 가지고 있는 것이 특징으로, 우주세기 계열의 작품에 등장하는 "판넬"과 비슷한 원격조작식 빔 포인 "드라군"을 다수 장비하고 있다. 미디어나 관련 상품에서는 "프로비던스 건담"이라고 호칭되지만, 《기동전사 건담 SEED》 시리즈 작품 내에서는 다른 건담 타입의 모빌 슈트와 마찬가지로 "건담"을 생략하고 "프로비던스"라고 호칭된다.
작품에서 종반에 자프트의 지휘관인 라우 르 크루제가 탑승해, 주인공인 키라 야마토가 탑승하는 프리덤 건담과 최종 결전을 벌인다. "프로비던스"는 영어로 "섭리", "신의 뜻"을 의미한다.
메카닉 디자인은 오오카와라 쿠니오가 담당하였다.
본 문서에서는 관련 작품에 등장하는 파생기들에 대해서도 설명한다.

## 제작 에피소드
《기동전사 건담 SEED》 시리즈에서 설정 제작에 참여한 시모무라 케이지는 칼럼에서 프로비던스 건담의 디자인은 이미 완성되어 있었지만, 프로그램에서의 등장이 48화로 후반에 건담 프라모델 키트의 발매가 어려워졌기 때문에 잡지사나 반다이에게 제공은 나중에 하게 되었다고 말하고 있다. 또한 《기동전사 건담 SEED》 후반에 이미 3기의 악역 건담이 등장한 상태였기 때문에 이를 뛰어넘을 임팩트가 필요했고, 건담 시리즈에서 정평이 나있는 판넬의 요소를 도입한 디자인이 되었다고 한다.

## 설정 해설
ZGMF-X09A 저스티스 건담 및 ZGMF-X10A 프리덤 건담과 같은 ZGMF-X 시리즈의 기체이며, 이들 보다 나중에 리제네레이트 건담과 함께 롤아웃되었다.
저스티스 건담 및 프리덤 건담과 마찬가지로 뉴트론 재머 캔슬러와 이에 따라 작동이 보증되는 핵엔진, 페이즈 시프트 장갑, 멀티 록온 시스템 등을 표준 채용하고 있다. 당초의 설계에서는 4개의 빔 사벨을 장비한 근접 격투 기체였기 때문에, 외관은 격투전을 상정한 전체적으로 중장갑을 하고 있는 형상이다.
그렇지만 풍부한 핵에너지를 활용하고, 파일럿으로 공간인식능력이 뛰어난 라우 르 크루제가 내정되는 바람에 급작스럽게 드라군 시스템 탑재기로 변경되었다. 드라군 시스템의 탑재는 기체의 기본 설계가 완료된 후에 결정되었기 때문에 중량의 증가에 따라 스러스터의 출력을 강화하고, 기체의 등쪽 및 허리 측면에 외부 유닛으로 드라군 플랫폼이 탑재되었다. 본체와 드라군 플랫폼을 연결하는 2쌍의 에너지 케이블 및 1쌍의 양자통신 케이블이 기체의 복부 측면에 노출되어 있지만, 그 케이블 부분도 페이즈 시프트 장갑으로 덮어서 약점이 되는 것을 막았다. 본체와 드라군 시스템의 동조를 우선한 개량이 더해진 결과, 운동성은 이전보다 저하된 것으로 여겨져서 백팩에 스러스터를 증설하여 기동성의 향상을 도모하고 있다. 따라서 완성도에서는 다른 ZGMF-X 시리즈에 비해 떨어지지만, 강력한 무장을 탑재한 프로비던스 건담의 전투 능력은 C.E. 71년의 모든 모빌 슈트(MS)들의 정점에 서있다고 할 수 있다. 개발된 핵엔진 탑재 건담 중에서는 플랜트의 최종 방위선에 운용하는 것으로 상정되어 있다.

### 기체 구조
머리
이마에는 이탈리아어로 11을 가리키는 "UNDICI"라는 문자가 새겨져 있다. 이것은 플랜트에서 모빌 슈트(MS)를 실용화시킨 기술자가 이탈리아계였던 것에서 연유한다.
블레이드 안테나 부근에는 탑승자인 라우 르 크루제의 가면을 본뜬 형상의 페이스 커버가 존재한다.
콕피트
저스티스 건담 및 프리덤 건담에서 흉부에 탑재되어 있는 콕피트가 프로비던스 건담에서는 복부에 탑재되어 있으며, 이것도 드라군 시스템의 탑재에 의한 사양 변경이라고 알려져 있다.
콕피트의 규격은 저스티스 건담 및 프리덤 건담의 것과 동일하다. 멀티 록온 시스템도 탑재되어 있다.
OS
OS는 다른 자프트 핵엔진 탑재 건담과 마찬가지로 "G.U.N.D.A.M Complex"를 탑재하고 있다.

### 무장
MMI-GAU2 피쿠스 76mm 근접 방어 기관포
머리 및 어깨 부분에 장비되어 있는 대공 요격용 기관포이다.
MA-M221 유디키움 빔 라이플
어깨 걸이식의 대형 빔 라이플이다. 드레드노트 건담의 MA-M22Y를 대형 고출력화한 개량형으로 계열 기체인 저스티스 건담이나 프리덤 건담의 MA-M20 루프스 빔 라이플보다 2세대, 게이츠의 MA-M21G보다 1세대 신형이다. 대형이기 때문에 취급하는데 다소 어려움이 있지만, 프리덤 건담의 MA-M20 루프스 빔 라이플을 상회하는 출력을 가지고 있다.
"유디키움"은 라틴어로 "심판"을 의미한다.
2017년에 발매된 마스터 그레이드(MG) 건담 프라모델에서는 총신 끝에서 그립에 걸친 기관부가 루프스 빔 라이플과 공통인 것으로 해석되었으며, 이 부분은 앞서 발매된 〈1/100 MG 프리덤 건담 Ver.2.0〉의 금형을 유용(기체 내부 프레임의 일부도 동일함)하고 있다.
MA-V05A 복합 병장 실드 시스템
대 빔 코팅 실드에 대형 빔 사벨과 양옆에 2문의 빔 포를 내장한 복합 병장이다. 왼쪽 팔에 끼우는 형태로 장비한다. 지구연합으로부터 탈취한 GAT-X207 블리츠 건담의 트리케로스를 참고로 해서 앞서 개발된 게이츠의 장비를 발전시킨 것이다.
공격과 방어의 전환을 빠르게 할 수 있는 강점을 지니고 있다.
드라군 시스템
프로비던스 건담의 주력 병기이다. 드라군 시스템은 뉴트론 재머에 의해 저해되지 않는 양자통신 및 멀티 록온 시스템의 병용에 의해 컨트롤된다. 모빌 슈트(MS) 본체로부터 분리된 다수의 빔 포 단말을 동시에 무선으로 유도해서, 다수의 공격 목표에 대해 전방위로 올 레인지 공격을 하고, 전투 구역을 단독으로 완전히 제압하는 것을 가능하게 하고 있다. 단말은 9문의 빔 포를 갖추고 있는 원뿔형의 대형 타입이 3기, 2문의 빔 포를 장비한 사각형의 소형 타입이 8기가 탑재되어 있어서 프로비던스 건담은 이것만으로도 총 43문의 빔 포를 장비하고 있는 셈이 된다. 또한 이 시스템은 파일럿의 초인적인 공간인식능력을 필요로 한다. 따라서 프로비던스 건담은 이에 대한 적성이 확인된 라우 르 크루제의 전용기가 되었다.
대형 3기, 소형 8기, 합계 11기, 총 포문수 43문의 빔 포드를 무선으로 제어한다. 이 중에서 백팩에 장비되는 소형의 드라군 2기는 후계기인 레전드 건담과 마찬가지로 전방을 향해 발포하는 것이 가능하다.

### 작품 내에서의 활약
《기동전사 건담 SEED》 제48화에서 처음으로 등장한다. 제네시스의 방어를 위해 제2차 야킨 두에 공방전에 투입된다. 세계의 파멸을 도모하는 라우 르 크루제의 손발이 되어, 지구연합군 및 삼척동맹군을 농락한다. 제49화에서는 드라군 시스템의 기능을 최대한 사용하는 유기적인 전술로 다수의 스트라이크 대거와 M1 아스트레이를 격파한 후, 무우 라 프라가의 스트라이크 건담을 물리치고 디아카 앨스먼의 버스터 건담을 중파시키는 등 엄청난 전투 능력을 발휘한다.
《기동전사 건담 SEED》 제50화(최종화)에서는 키라 야마토의 프리덤 건담(미티어 유닛 장비)를 압도하는 가운데, 프레이 알스터가 타고 있는 탈주정을 격추시키고 이에 SEED를 각성시킨 키라의 프리덤 건담과 서로의 기체를 파손시켜 가는 격전을 벌인다. 최후에 키라의 프리덤 건담이 제네시스 발사구 앞에서 크루제의 프로비던스 건담의 콕피트를 빔 사벨로 관통시키고, 크루제가 전사한 직후에 제네시스로부터 발사된 감마선 레이저에 맞아 프로비던스 건담은 폭발한다.
타카야마 미즈호의 만화판에서는 격파 장면이 다른데, 부상 당한 무우가 뫼비우스 제로의 건배럴 외이어로 프로비던스 건담의 움직임을 봉하고, 키라가 프리덤 건담의 발라에나 플라즈마 수속 빔 포로 양기를 격파한다.
게임인 《기동전사 건담 익스트림 버서스》에서 키라가 탑승한 에일 스트라이크 건담과 교전하는 무비가 있다.
《SD건담 G제네레이션 SEED》에서는 그 형상으로 인해 웃소 에빈에게 "진드기"로 불리고 있다.

## 닉스 프로비던스 건담
라이브러리안이 프로비던스 건담을 독자적으로 개수, 재설계한 기체이다. 형식번호 앞부분의 "LN"은 "라이브러리안 닉스"의 약칭으로 "닉스"는 "눈보라"를 의미하는데, 이는 플랫폼의 형상이 눈의 결정을 닮았다는 것과 드라군을 일제 조작하는 모습이 마치 눈보라가 휘몰아치듯 움직인다는 것에서 붙여진 이름이다.
페이즈 시프트 장갑의 기동 색상은 흰색, 파란색, 빨간색을 기조로 하는 트리콜로이다. 베이스 기체인 프로비던스 건담처럼 드라군 시스템 탑재기이다. 머리에는 새롭게 양자 통신 안테나가 장비되어 있어 드라군의 조작성을 높이고 있다.
베이스 기체인 프로비던스 건담보다 개량된 점은 "효율이 좋은 드라군 시스템의 운용"이라는 점이며, 이에 따라 드라군 플랫폼의 레이아웃은 큰 폭으로 변경되었다. 등쪽의 드라군 플랫폼은 오른쪽 어깨로 옮겨졌으며, 대형 타입 1기, 소형 타입 2기를 탑재하고 있다. 왼쪽 어깨에는 새로운 플랫폼이 증설되어 소형 타입 4기를 탑재하고 있다. 허리의 플랫폼에는 양쪽에 대형 타입 2기, 등쪽에 소형 타입 2기가 탑재되어 있다. 대형의 드라군 플랫폼은 가동이 가능하고, 전부 본체의 고정 포대로서의 사용도 가능하게 되어 있다. 드라군의 공격을 기본 방침으로 하고 있기 때문에 휴대 무기인 유디키움 빔 라이플이나 복합 병장 실드 시스템도 남아 있기는 하지만, 어디까지나 예비적인 위치 설정에 지나지 않는다. 유디키움 빔 라이플은 드라군 스트라이커에, 복합 병장 실드 시스템은 왼쪽 어깨의 새로운 플랫폼에 숄더 아머로 탑재되어 있다. 피쿠스 76mm 근접 방어 기관포도 프로비던스 건담과 같은 위치에 탑재되어 있지만, 머리의 2문은 신형 양자통신 안테나에 대한 영향을 고려해 탄창이 비어있어, 실제로 사용할 수 있는 것은 가슴 부분의 2문 뿐이다. 프로비던스 건담으로부터 이어져오는 케이블의 노출은 "본체로 싸우지 않는 의사 표시"에 덧붙여 "기체가 가지고 있는 역사적 특징"으로서 남아있지만, 양자통신 기능은 없고 닉스 프로비던스 건담에서는 단순한 장식으로 남아 있다. 각 부분 관절의 설계 재검토로 기동성의 향상을 꾀했으나, 드라군 시스템의 운용을 우선했기 때문에 스러스터의 배치가 불균형을 이루어 기동 시스템에 활용되고 있지 않다. 반면, 오른쪽 어깨의 플랫폼과 복합 병장 실드 시스템이 양쪽 어깨로 옮겨졌기 때문에 방어력은 프로비던스 건담보다 강화되었다. 보통은 사용되지 않지만 복합 병장 실드 시스템의 기능은 남아있기 때문에 왼팔에 끼워서 사용할 수 있다.
라이브러리안의 강화형 G는 모든 기체가 스트라이커 팩 시스템을 지원하며 닉스 프로비던스 건담도 등쪽에 스트라이커 팩용 접속 플러그를 가지고 있기 때문에 백팩은 드라군 스트라이커로 탈착이 가능하며, 다른 기체에 장착하거나 다른 스트라이커를 장착할 수 있다. 드라군 스트라이커는 그 자체를 드라군으로 사용할 수 있기 때문에 드라군 장비의 수는 모두 12기로 강화되었다.
시간 계열상으로는 과거에 해당하는 《기동전사 건담 SEED DESTINY ASTRAY B》에도 등장하며, 건담 아스트레이 느와르의 모의전 상대를 맡고 있다.

## 레전드 건담
TV 애니메이션 《기동전사 건담 SEED DESTINY》에 등장하는 기체이다.
처음에는 건담 타입이 아닌, 자쿠 계열의 기체로 기획되었다. 처음 기획안의 디자인을 리라이트한 것이 MSV(모빌슈트 베리에이션)의 프로비던스 자쿠이다.
설정 해설
ZGMF-X42S 데스티니 건담과 동시에 개발된 자프트의 최신예 모빌 슈트이다. 플랜트 최고평의회 의장 길버트 듀랜달을 중심으로 하는 개발진은 데스티니 건담과 마찬가지로 핵동력과 기존의 듀트리온의 하이브리드 기관인 하이퍼 듀트리온 엔진을 탑재하여 완성시켰다.
레전드 건담은 제2차 야킨 두에 공방전에 실전 투입된 ZGMF-X13A 프로비던스 건담을 발전시킨 후계기에 해당한다. 프로비던스 건담은 개발 도중에 사양 변경에 의해 드라군 시스템을 추가 장착하는 바람에 완성도에서 과제를 남긴 것에 반해, 레전드 건담은 처음부터 드라군 시스템의 탑재를 상정하고 개발되었다. 프로비던스 건담에서 초인적인 공간인식능력을 필요로 했던 드라군 시스템은 ZGMF-X24S 카오스 건담의 EQFU-5X 기동병장 포드나 프로비던스 자쿠를 거치면서 양자 인터페이스에도 개량이 더해져 기존의 드라군 시스템보다 비교적 용이하게 운용이 가능한 제2세대 드라군 시스템으로 진화하였다.
전신에 탑재되어 있는 드라군 시스템에 의한 전방위 동시 공격을 특기로 한다. 등쪽에 거대한 드라군 플랫폼을 짊어지고 있으며, 하이퍼 듀트리온 엔진으로부터 얻는 큰 추력에 의해 가속성과 기동성이 높고, 대기권 내에서의 비행도 가능하다. 드라군의 무선 원격 조작은 중력 하에서는 불가능하지만, 빔 포드는 기체에 접속한 채로 가동 포대로 사용할 수 있어서 화력도 기존의 모빌 슈트와 비할 바가 아니다. 세컨드 스테이지 시리즈의 모빌 슈트(MS)를 능가하는 높은 성능을 자랑하며, 같은 진영의 데스티니 건담, 상대 진영의 스트라이크 프리덤 건담, 인피니트 저스티스 건담 등과 동등한 성능을 자랑하는 하이엔드 모빌 슈트이다.
기체명은 프로비던스 건담의 탑승자인 라우 르 크루제가 전쟁범죄자가 되었기 때문에 레전드로 변경되었다는 설이 있으나, 관계 당국은 이를 부정하였다.

### 레전드 건담의 무장
MMI-GAU26 17.5mm CIWS
머리 양측에 내장되어 있는 근접 방어 화기이다. 데스티니 건담과 동일한 무장이다. 게이츠의 "피쿠스"등 기존의 모델보다 소구경화되었다.
머리의 블레이드 안테나는 4개로 증강되었고, 정보수집능력도 향상되었다.
MA-BAR78F 고 에너지 빔 라이플
프로비던스 건담의 "MA-M221 유디키움 빔 라이플"을 개량한 전용 빔 라이플이다. 보통의 빔 라이플을 웃도는 출력을 유지하면서, 연사 성능의 향상과 약간의 소형화 등을 실현하고 있다. 사용하지 않을 시에는 백팩에 세로로 장착된다.
MX-2351 솔리두스 풀고르 빔 실드 발생장치
양 손등에 장착되는 광학 방어무기이다. 빔을 방패 삼아 전개해 대출력 빔 포의 직격을 막아낸다. 전개 중에도 안쪽으로부터의 공격은 통과시키기 때문에, 공격과 방어를 동시에 할 수 있다. 빔의 출력을 조정함으로써 실드의 형상을 변화시켜 기체 전체를 보호할 수 있을 뿐만 아니라 빔 건과 빔 사벨로도 사용할 수 있다. 기존의 실체식 실드에 비해 빔 공격에 대한 방어 기능은 훨씬 향상되었으며, 동시에 총 중량을 줄이는데도 한몫하고 있다.
MA-M80S 디파이언트 改 빔 자벨린
근접격투용의 빔 사벨 계열의 장비이다. 블래스트 임펄스 건담에 장착되어 있는 같은 이름의 빔 자벨린의 발전형인지는 확실하지 않다. 사용하지 않을 시에는 분리시켜 양다리의 측면에 수납한다. 라케르타 계열의 빔 사벨처럼 손잡이를 연결시킨 "앰비덱스트러스 할버드" 형상의 빔 사벨로 운용하는 것이 기본 형태라서 분리 상태에서의 운용은 옵션적인 의미가 강하다. 빔 블레이드의 진동 기술 등을 응용하여, 손은 떼어도 빔 블레이드를 유지할 수 있다. "자벨린"은 "던지는 창"이라는 의미이다.
드라군 시스템
레전드 건담의 주무장이다. 카오스 건담의 EQFU-5X 기동병장 포드를 거쳐 양자 인터페이스에도 개량이 더해진 제2세대 드라군이며, 이전 세대의 것보다 비교적 용이하게 운용이 가능하다. 드라군 플랫폼은 등쪽에 장착되어 있으며, 처음부터 탑재를 전제로 설계되었기 때문에 프로비던스 건담과 같은 케이블은 없다. 또한 플랫폼은 프로비던스 건담과는 달리 가변 기구가 설치되어, 캐터펄트 발진시 접을 수 있고 정면을 향해 포격 자세를 취하는 것이 가능해졌다.
건담 프라모델(HG나 1/00)에서는 플랫폼과 본체와의 접속은 임펄스 건담의 실루엣 시스템 플러그와 공통 규격으로 되어 있어서 각각의 실루엣을 장착할 수 있다. 작품 내에서 레전드 건담이 백팩을 환장하고 있지 않기 때문에 실제로 실루엣 시스템의 규격을 사용하고 있는지에 대해서는 불명확하다.
GDU-X7 돌격 빔 기동포
드라군 플랫폼 최상단에 2기가 장착되어 있는 대형 드라군이다. 1기에 9문의 빔 포를 내장하고 있으며, 포 자체에서 소형 빔 스파이크를 형성해 직접 타격할 수도 있다. 또한, 본체와 연결시에는 그대로 디바이스의 중앙부의 빔이 발사 가능한 것외에 플랫폼마다 전방으로 90도 기울여서 포격 자세를 취할 수도 있다.
GDU-X5 돌격 빔 기동포
등쪽 플랫폼 측면과 허리에 총 8기가 장착되어 있는 소형 드라군이다. 1기에 2문의 빔 포를 내장하고 있으며, 드라군 본연의 분리식 빔 공격 단말기로서의 기능 외에도 본체와 연결시 가동식 포대로도 사용할 수 있다. 이 경우 전방으로 포구를 집중시켜 상대를 제압할 수 있다. 또한 등쪽으로 사격하여 사각지대를 보완하고, 기습적으로 활용할 수도 있다. 이것은 특히 드라군을 독립 가동시킬 수 없는 대기권 내 전투에서 사용된다.

### 레전드 건담의 작품 내에서의 활약
레전드 건담은 데스티니 건담과 함께 처음 미네르바에 배치된 당시에는 아스란 자라에게 주어지기로 되어 있었으나, 아스란이 메이린 호크와 함께 구프 이그나이티드를 탈취해 자프트를 탈주하는 바람에, 레이 자 바렐이 레전드 건담에 탑승해 신 아스카의 데스티니 건담과 함께 아스란을 추격한다. 이후에 레이는 정식으로 레전드 건담의 전임 파일럿으로 탑승하게 된다.
자프트의 헤븐즈 베이스 침공시에는 단독으로 1기, 임펄스 건담과 공동으로 1기, 데스티니 건담과 임펄스 건담과 공동으로 1기 등 총 3기의 디스트로이 건담을 격추시키고, 자프트의 승리에 크게 기여했다. 또한 이때 소드 임펄스 건담으로부터 대함도 "엑스칼리버"를 차용했다. 또한 《기동전사 건담 SEED DESTINY 스페셜 에디션 3》에서 레이더 건담의 제식 사양을 순식간에 격파했다.
오브 침공시에는 신 아스카의 데스티니 건담과 연계해 키라 야마토의 스트라이크 프리덤 건담을 몰아붙이지만, 아스란 자라의 인피니트 저스티스 건담의 참전으로 인해 그다지 피해를 주지 못하고 철수했다.
레퀴엠 공략전에서는 데스티니 건담과 함께 양동하여, 드라군을 이용한 올 레인지 공격을 구사해 여러 대의 윈덤, 잠자자, 디스트로이 건담, 그리고 로고스의 흑막인 로드 지브릴이 탑승한 전함 가티 루를 격침시킨다.
레퀴엠·메사이어 공방전에서는 키라 야마토의 스트라이크 프리덤 건담과 격전을 벌이지만, 대부분의 드라군들을 연속해서 격추당하고, 이어서 레전드 건담의 본체도 스트라이크 프리덤 건담의 하이맷 풀 버스트 모드의 직격을 받아 전투 불능에 빠지고 만다. 이후에 메사이어로 향하는 모습까지는 영상에서 확인되지만, 메사이어 함락 후의 레전드 건담의 행방에 대해서는 알려진 바가 없다.

## 같이 보기
- 건담 시리즈의 병기 목록
- 기동전사 건담 SEED
- 기동전사 건담 SEED DESTINY
- 프리덤 건담
- 저스티스 건담

## 주해
1. ↑  자료에 따르면 이 기체와 리제네레이트 건담의 완성은 알래스카 공방전과 같은 시기이기 때문에,[7] 롤아웃은 C.E. 71년 5월 5일 경으로 추정된다.
2. ↑  2004년 발매된 게임 소프트 《기동전사 건담 SEED 끝나지 않는 내일로》에 수록된 MSV편 OP에서는 시작 부분에서 등쪽에 고출력의 빔 사벨 4개를 장비한 프로비던스 건담의 모습이 등장했다.
3. ↑  애니메이션 작품에서 대기권 내에서의 전투 장면은 없지만, 일부 게임에서는 프리덤 건담과 저스티스 건담과 마찬가지로 대기권 내 비행 능력을 가지고 있다.
4. ↑  형식번호의 "9"를 나타내고 있는 저스티스 건담이나 "10"을 나타내고 있는 프리덤 건담과는 달리, 프로비던스 건담은 형식번호와 일치하지 않는 숫자이다.
5. ↑  진에 장비된 발루스 改 특화 중립자포와 같은 위력을 지니고 있다는 자료도 보인다.[15]
6. ↑  일부 게임 매체에서는 양옆의 빔 포로부터 빔을 전개해 빔 사벨로 사용되기도 한다.
7. ↑  이 장비를 "판넬"이라고 기술한 자료도 존재했다.[16]
8. ↑  실제로 사용할 수 있는 것은 목 부분의 2문뿐이다.
9. ↑  건담 아스트레이 미라쥬 프레임은 지원하지 않는다.
10. ↑  오른쪽 어깨의 플랫폼도 드라군으로 사용할 수 있기 때문에 실질적으로는 13기이다.
11. ↑  먼저 발표된 《EXTRA BATTLE 아스트레이 느와르》에서는 프로비던스 건담이었다고 되어 있다.
12. ↑  이마에는 이탈리아어로 "66"을 가리키는 "SESSANTASEI"라는 문자가 새겨져 있다.
13. ↑  이 호칭은 모리타 시게루의 《기동전사 건담 SEED DESTINY MSV》 디오라마 스토리에 의한 것이다.[22]
14. ↑  제2세대 드라군 시스템에서는 기계적인 동작 보조에 의한 단순화가 가능해졌지만, 이때의 작동 성능은 제1세대 드라군보다 뒤떨어진다.[23]
15. ↑  작품 내에서는 사용하지 않았다. 게임인 《SD건담 G제네레이션 WARS》에서 이 포격 자세를 볼 수 있다.
16. ↑  이러한 사용에 대한 묘사는 애니메이션 《기동전사 건담 SEED DESTINY》 제42화를 참조.